# Oxyopes arcuatus
Oxyopes arcuatus là một loài nhện trong họ Oxyopidae.
Loài này thuộc chi Oxyopes. Oxyopes arcuatus được Chang-Min Yin, Zhang & Y. H. Bao miêu tả năm 2003.